# Borowski Las
Borowski Las (deutsch Borowerwald, 1938 bis 1945 Prauskenwalde) ist ein Dorf in der polnischen Woiwodschaft Ermland-Masuren. Es gehört zur Landgemeinde Sorkwity (deutsch Sorquitten) im Powiat Mrągowski (Kreis Sensburg).

## Geographische Lage
Borowski Las liegt südwestlich vom Lampasch-See (polnisch Jezioro Lampasz) inmitten der Woiwodschaft Ermland-Masuren, elf Kilometer südwestlich der Kreisstadt Mrągowo (deutsch Sensburg).

## Geschichte
Das heutige kleine Dorf hatte in seiner Geschichte mehrere Namen: Waldhaus Borowen (1839), Borowerwald (1871), Borower Waldkolonie (1885 bis 1905), Borowerwald (1905 bis 1938), und hieß schließlich –  umbenannt aufgrund politisch-ideologischer Motivation zur Abwehr fremdländisch klingender Ortsnamen – bis 1945 Prauskenwalde. Vor 1945 bestand das Dorf aus verstreut liegenden kleinen Gehöften und war ein Wohnplatz innerhalb der Landgemeinde Borowen (1938 bis 1945 Prausken, polnisch Borowe). Im Jahre 1905 waren in Borowerwald 172 Einwohner registriert.
In Kriegsfolge kam das Dorf 1945 mit dem gesamten südlichen Ostpreußen zu Polen und erhielt die polnische Namensform „Borowski Las“. Heute ist es Sitz eines Schulzenamtes (polnisch Sołectwo), in das auch der Nachbarort Wola Maradzka (Maratdkenwolka, 1938 bis 1945 Maradtken Abbau) eingeschlossen ist. Beides sind jetzt Ortschaften innerhalb der Landgemeinde Sorkwity (Sorquitten) im Powiat Mrągowski (Kreis Sensburg), bis 1998 der Woiwodschaft Olsztyn, seither der Woiwodschaft Ermland-Masuren zugehörig. Im Jahre 2011 zählte Borowski Las 46 Einwohner.

## Kirche
Bis 1945 war Borowerwald resp. Prauskenwalde in die evangelische Kirche Ribben in der Kirchenprovinz Ostpreußen der Kirche der Altpreußischen Union sowie in die katholische Kirche St. Adalbert in Sensburg im damaligen Bistum Ermland eingepfarrt.
Heute gehört Borowski Las zur evangelischen Kirchengemeinde in Rybno, jetzt eine Filialgemeinde der Pfarrei Sorkwity in der Diözese Masuren der Evangelisch-Augsburgischen Kirche in Polen, und außerdem zur katholischen Pfarrei Rybno im jetzigen Erzbistum Ermland.

## Verkehr
Nach Borowski Las führt ein Landweg, der unweit von Borowe (Borowen, 1938 bis 1945 Prausken) von der Woiwodschaftsstraße 600 in nördlicher Richtung abzweigt. Eine Bahnanbindung besteht nicht.